# Microregione di Campina Grande
Campina Grande è una microregione dello Stato di Paraíba in Brasile, appartenente alla mesoregione di Agreste Paraibano.

## Comuni
Comprende 8 comuni:
- Boa Vista
- Campina Grande
- Fagundes
- Lagoa Seca
- Massaranduba
- Puxinanã
- Queimadas
- Serra Redonda